# Макджордж, Уильям Стюарт
Уильям Стюарт Макджордж (англ. William Stewart MacGeorge; 1 апреля 1861, Дуглас Кастл, Дамфрис-энд-Галловей — 1931, Эдинбург) — шотландский художник-постимпрессионист.

## Жизнь и творчество
У. С. Макджордж родился в семье хозяина сапожной мастерской. В 1880 году он поступает в академию Трасти, художественную школу в Эдинбурге, где также обучался Эдвард А. Хорнел. За время своей учёбы в этой академии Макджордж дважды был награждён премиями, в 1881 году его полотно выставляется в Королевской Шотландской Академии. В 1883 Макджордж вместе с Хорнелом приезжают в Антверпен и там поступают в бельгийскую Королевскую академию изобразительного искусства, где им преподаёт М. Ш. Верла.
После возвращения в Шотландию Макджордж продолжил обучение в художественной школе при Королевской Шотландской Академии (КША). С 1889 года он — член-корреспондент КША, а с 1910 — действительный член Академии. Зимой художник жил и работал в Эдинбурге, летом же уезжал на этюды в Керкубри. В своём творчестве испытал, как и многие другие шотландские художники конца XIX столетия, влияние французской реалистической живописи XIX века, в первую очередь Ж. Бастьен-Лепажа, а также натуралистической школы в искусстве. Излюбленными темами для У. Макджорджа были жанровые сценки — играющие дети, рыбаки на реке Ди и др., а также пейзажи южной Шотландии.

## Галерея

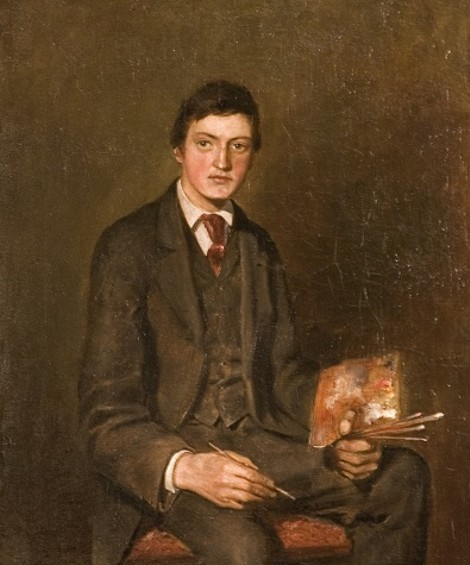
Портрет друга (Э.А.Хорнел)
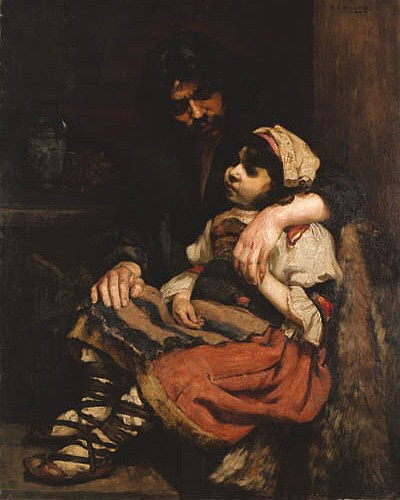
Его единственное богатство
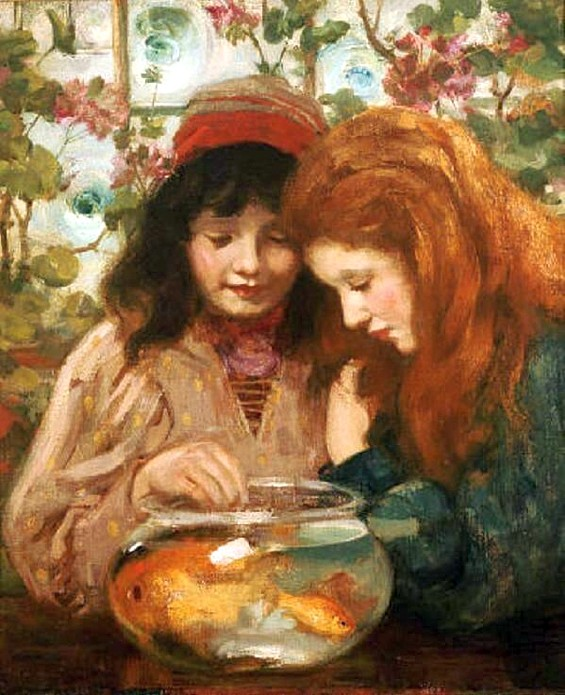
Золотые рыбки
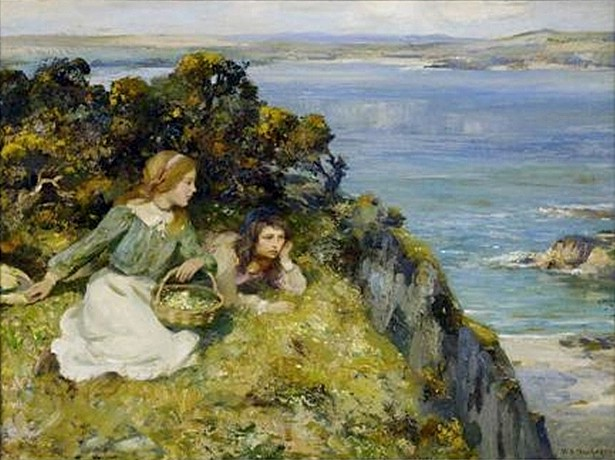
На мысу
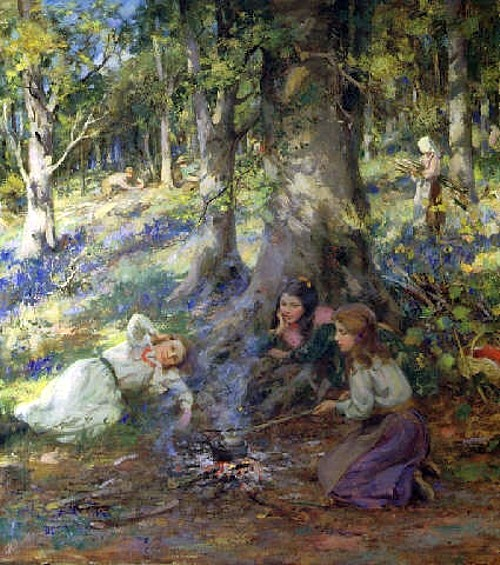
Дети дровосека
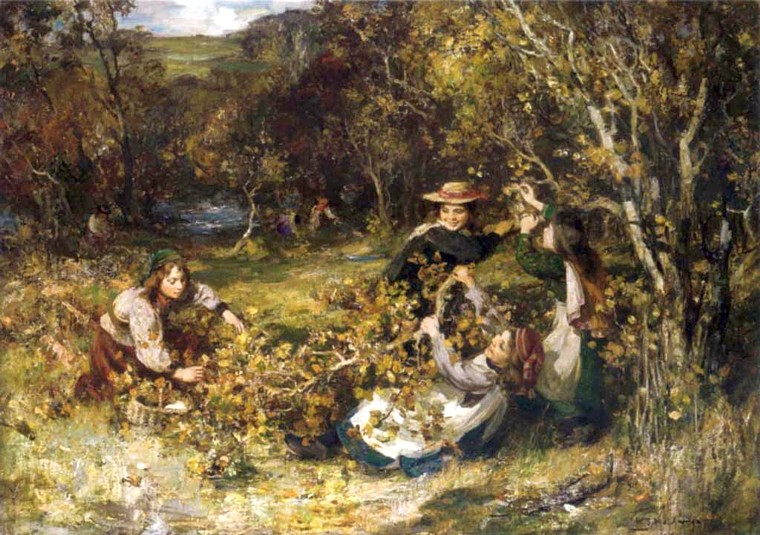
Сбор орехов
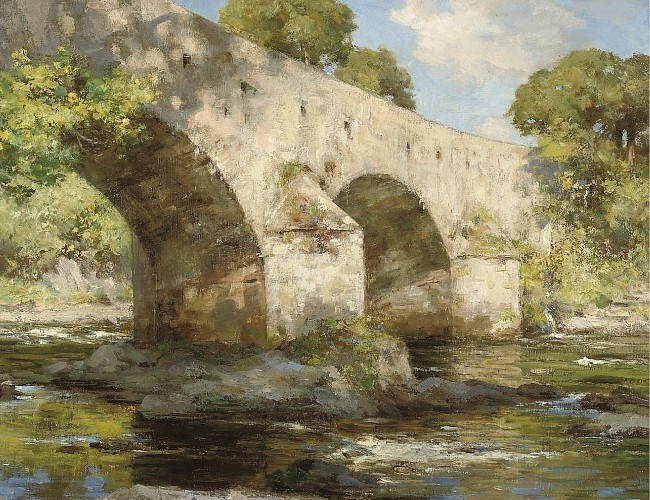
Мост в Восточном Лотиане
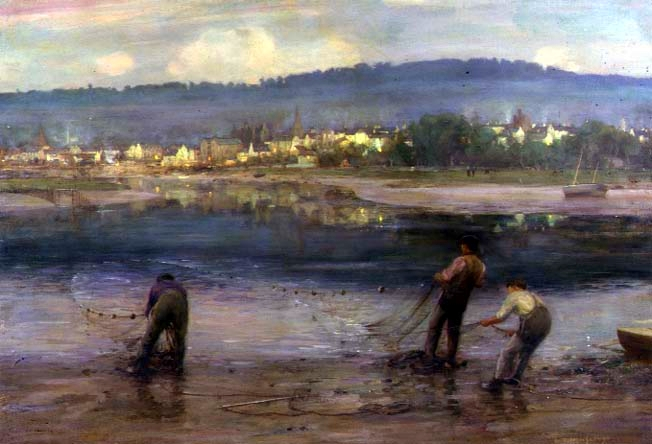
Керкубри
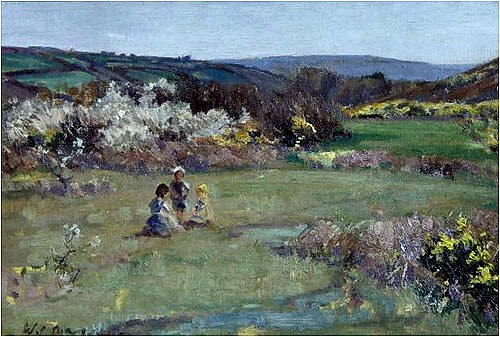
Летний пейзаж (1900)
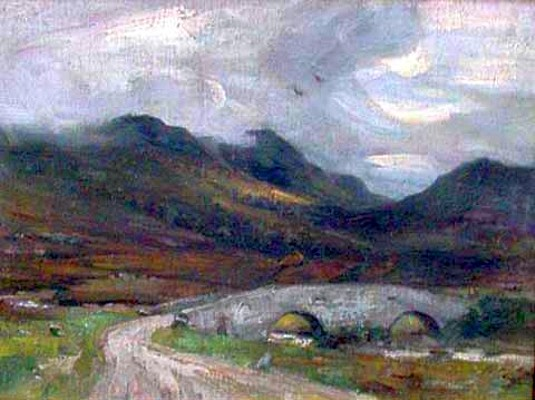
Каменный мост
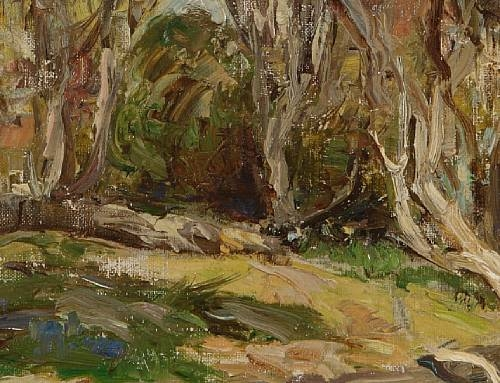
Лес Блюбелл